# 奧林帕斯山 (火星)
奧林帕斯山是火星上的盾狀火山，亦為太陽系行星中已知最高的山，高於基准面21,229公尺，將近地球珠穆朗玛峰的三倍，但因為火星沒有海洋的深度，所以更貼切的比喻是地球茂纳洛亚火山從海底算起高度（9公里多）的兩倍多，因為同樣是盾狀火山，且山頂都有破火山口。火山寬約600公里，約等於夏威夷群島的寬度（夏威夷島至可愛島）。位於北緯18.4度，東經226度。在太空船確認它是一座山之前，地面望遠鏡中的奧林帕斯山是一明亮的亮點，頂部的冰灰被19世紀後期天文學家命名為「奧林帕斯山之雪」（Nix Olympica）。

## 概述

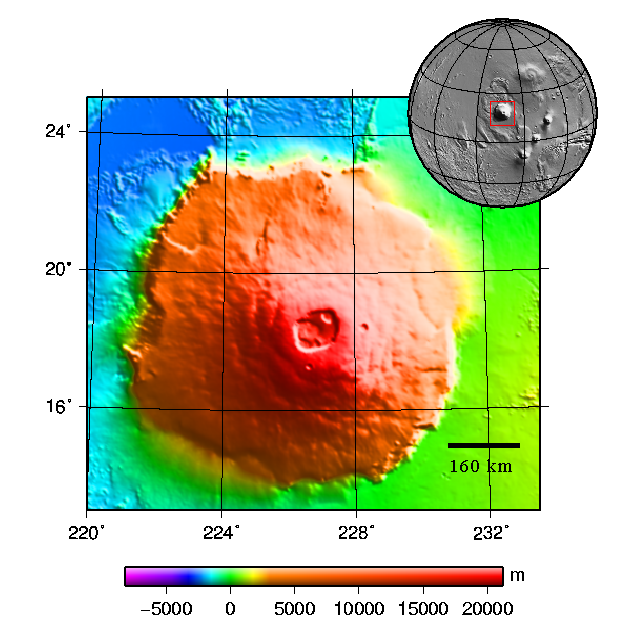
奧林帕斯山地形圖

奧林帕斯山最高點高於基準面21,229公尺，寬648.0公里。破火山口由五個互相覆蓋的陷落組成，總體東北西南向長約85公里、寬約70公里，火山口壁可高達3公里。山體周圍環繞4至8公里高的山壁（Olympus Rupes），這對於火星其他火山來說較少見。
整個火山坡度非常緩（近山頂約2.5度，外圍約5度），加上巨大寬度使得從火星表面無法見其全貌，例如從山坡邊緣無法看見山頂，而從山頂無法看見山坡邊緣。事實上火星其他巨大火山也有類似現象。
山頂氣壓約30至60帕，約為地表氣壓600帕的8%，相較之下地球珠穆朗瑪峰頂氣壓為330百帕，為海平面氣壓的33%。奧林帕斯山山頂的高度雖然水冰雲無法形成，仍會有乾冰雲和風攜帶的沙塵。
山頂上有兩個已命名的撞擊坑，南側的為Pangboche，東側的為Karzok。

## 地質活動

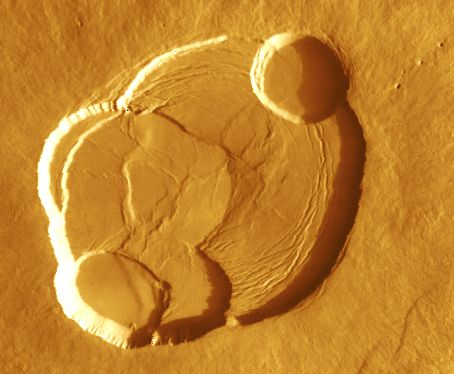
奧林帕斯山破火山口

奧林帕斯山是盾狀火山，由流動性高的玄武岩質長期噴發累積而成，造成平緩的坡度，類似地球夏威夷的冒納羅亞火山。由於火星沒有板塊運動，火山底下的熱點能維持固定，使火山持續累積熔岩而增高，而地球由於有板塊運動則會形成火山島鏈，如夏威夷-帝王島鏈。奧林帕斯山形成於亞馬遜紀早期，目前尚未觀察到進行中的火山活動。
山頂的破火山口是地下岩漿庫空了之後頂部塌陷而成，而上方地表受拉張形成條紋。有五個陷落顯示有五次的岩漿庫形成、枯竭，而覆蓋於最上面、沒有被蓋住的完整圓形陷落為最年輕。根據火星快車號高解析度立體相機（High Resolution Stereo Camera，HRSC）的照片，利用撞擊坑數量的定年法顯示奧林帕斯山破火山口中的五個塌陷約於一億五千萬年前形成，而火山西側山壁的熔岩流年齡老的有一億一千五百萬年，年輕的只有兩百萬年，這以地質時間來說算是非常年輕。
根據火星快車號與火星全球勘測者的照片與地形觀測，至少山的西部，除了熔岩之外還有沉積岩與火山沉積岩－－如沙塵、火山灰，可能還有自大氣沉降的水冰。而如同西部山腳的冰河，火山緩坡上部可能有被沙塵蓋住而免於昇華的冰河。

## 早期觀測與命名

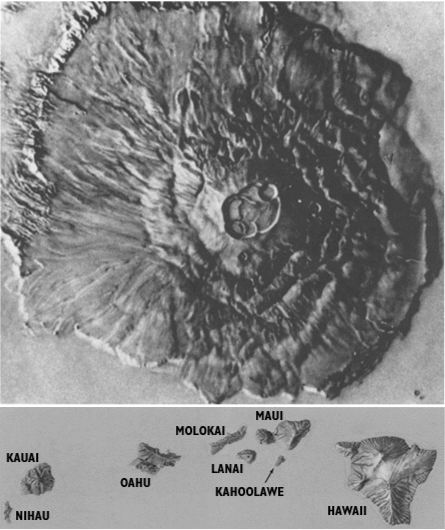
奧林帕斯山和夏威夷群島的比較

奧林帕斯山與其他塔爾西斯的火山都很高，不會被頻繁的塵暴覆蓋，於是當覆蓋全球的塵暴發生時仍能從十九世紀觀測者的望遠鏡中見到。業餘天文學家派翠克·摩爾指出，當塵暴發生時，「斯基亞帕雷利發現他命名的Nodus Gordis和Olympic Snow仍然可見，於是推測它們必定很高。」1972年水手9號從軌道拍下它的照片後，確定了它比地球上任何一座山都要高，定名為奧林帕斯山（Olympus Mons）。

## 周圍地區
奧林帕斯山東南為火山高原塔爾西斯，上有三座巨大盾狀火山：阿爾西亞山、帕弗尼斯山和艾斯克雷爾斯山；東北方有另一座低緩卻寬廣的盾狀火山亞拔山；北方為古老地塊阿克戎槽溝；西北至西方有熔岩平原阿卡迪亞平原與亞馬遜平原；西南有風成風蝕地形梅杜莎槽溝層；而火山周圍環繞著一圈崎嶇地形－－奧林帕斯山光環。

### 奧林帕斯山光環

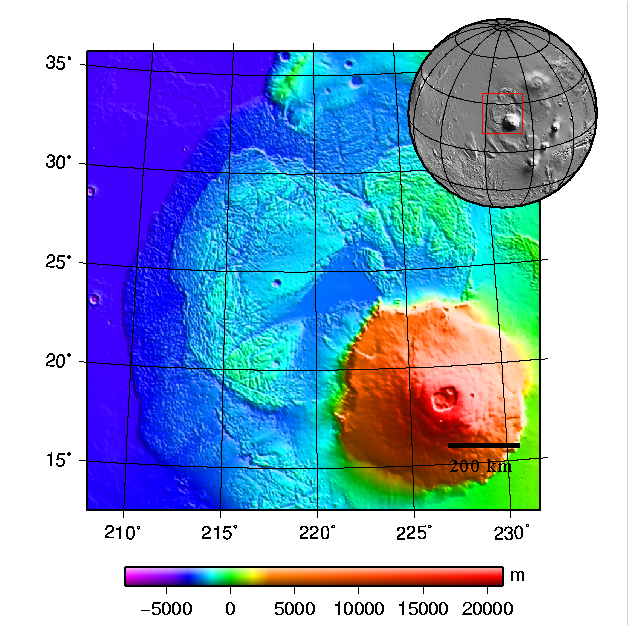
Lycus Sulci地形圖

奧林帕斯山光環（Olympus Mons aureole）是環繞奧林帕斯山的崎嶇地形，由幾個部分組成：西北方的Lycus Sulci、東北方的Cyane Sulci、東方的Sulci Gordii與東南方的Gigas Sulci，其中Lycus Sulci面積最大。地形名詞sulci為複數，意為多條接近平行的溝與脊（subparallel furrows and ridges），而奧林帕斯光環的地表即充滿此類地形。
奧林帕斯山光環最早由水手9號發現，亦引發種種解釋成因的假說。其中一項說明這些是由奧林帕斯山邊緣崩塌、往外推移而成，也就是多次大規模塊體移動，而這也解釋了奧林帕斯山周圍斜坡（Olympus Rupes）的成因。其中西北方的Lycus Sulci移動最遠，最遠離山腳斜坡750公里，其他方向的移動距離較短則是因為屬上坡。此地形與山之間的不連續，是因為被後來的熔岩流所覆蓋。另有假說則解釋這些崎嶇地是藉由冰的潤滑順著重力往外擴散，模型預測的內緣為拉張、外緣為擠壓亦符合觀測。

### 阿克戎槽溝

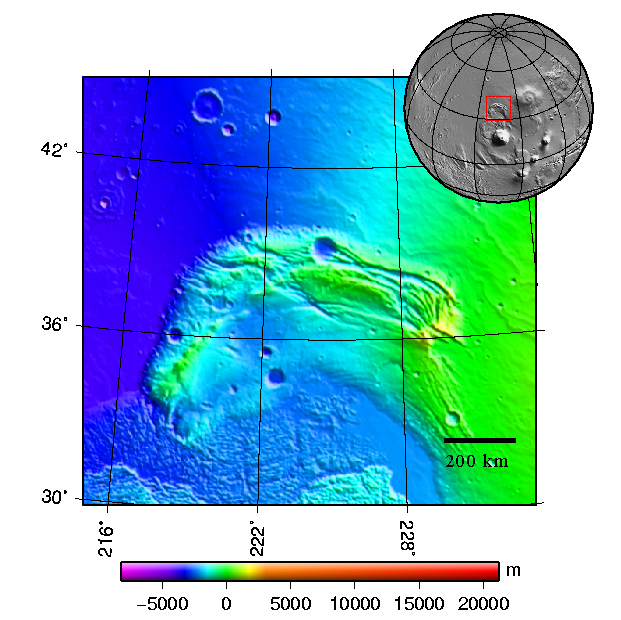
阿克戎槽溝地形圖

阿克戎槽溝（Acheron Fossae）位於奧林帕斯山北方一千公里，中心位於37°17′N 224°12′E / 37.29°N 224.2°E，長718.0公里。Fossae為複數，意為長條形凹地（long, narrow depressions）。阿克戎槽溝是多條東西向斷層組成的地塹-地壘系統，可能是受底下軟流圈岩漿上升流抬昇、受張力形成正斷層所致，類似地球的裂谷，而東部有可能的因裂谷而生的火山地形。地形觀察顯示當時裂谷仍活動時，此地的岩石圈很薄、較熱。撞擊坑數量定年顯示裂谷活動於39至37億年前的諾亞紀，比屬於亞馬遜紀的塔爾西斯眾火山還老。
另外塔爾西斯東北的類似地區－－坦佩高地與坦佩槽溝亦屬於諾亞紀。